# Philipp von Pfeiffer

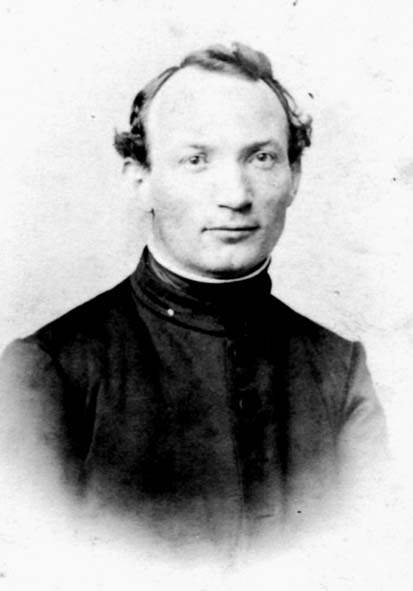
Philipp von Pfeiffer um 1870

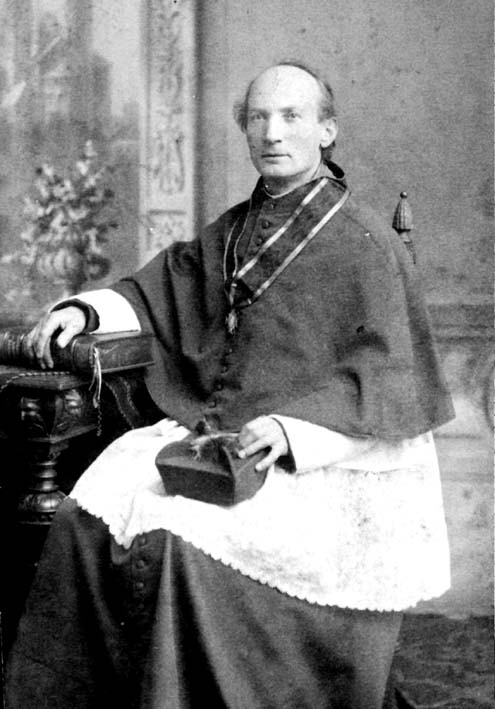
Philipp von Pfeiffer als Domkapitular, um 1890

Philipp Pfeiffer, ab 1906 Ritter von Pfeiffer (* 19. Januar 1830 in Rheinzabern; † 5. November 1908 in Speyer), war ein katholischer Priester, Domkapitular und Generalvikar der Diözese Speyer. Er wurde als Ritter des Verdienstordens der Bayerischen Krone geadelt, bekleidete die Ämter des Domdekans sowie des Dompropsts und leitete in der Sedisvakanz-Periode 1905 als Kapitularvikar die Diözese Speyer.

## Herkunft und Werdegang
Philipp Pfeiffer ist in Rheinzabern geboren und besuchte das Gymnasium zu Speyer. Nach dem Theologiestudium in München wurde er am 20. August 1852 von Bischof Nikolaus von Weis zum Priester geweiht. Am 30. August gleichen Jahres erfolgte die erste Anstellung als Kaplan in Winnweiler, mit Datum vom 22. September 1854 kam er als Administrator nach Börrstadt, am 11. Dezember 1855 avancierte er zum Subregens des Priesterseminars (Klerikalseminar). Pfeiffer verließ das Seminar nach 4 Jahren und wurde am 12. September 1859 Pfarrer in Dahn, am 12. März 1863 Pfarrer in Neustadt an der Weinstraße, als unmittelbarer Nachfolger des dort erst wenige Tage zuvor verstorbenen Pfarrers Bernhard Magel, der Pfeiffers früherer Heimatpfarrer in Rheinzabern gewesen war und ihn vermutlich auch getauft hatte. Zum 1. Juli 1868 wechselte Philipp Pfeiffer als Pfarrer nach Dirmstein. Von 1884 bis 1887 amtierte er zusätzlich als Dekan des Landkapitels Frankenthal. Der Nachruf berichtet über diese Zeit in diversen Gemeinden, Pfeiffer habe vor seinem Wechsel in die Bistumsleitung – neben 4 Jahren als Subregens – „während 31 Jahren als eifriger, gewissenhafter und überaus geschätzter Seelsorger, mit großem Segen gewirkt.“

## In der Bistumsleitung
Prinzregent Luitpold ernannte den Priester am 1. September 1887 zum Domkapitular und Domdekan in Speyer. Bischof Georg von Ehrler berief ihn 1888 auch zum Generalvikar, in welcher Stellung er bis zum Tod des Bischofs, 1905 verblieb. Am 27. April 1895 bestimmte ihn Papst Leo XIII. zum Dompropst von Speyer. Pfeiffer war überdies theologischer Berater seines Bischofs, Direktor des Geistlichen Rates und über eine Zeitspanne von ca. 20 Jahren hinweg auch Vorstand des Diözesanwaisenhauses. Nach dem Tod von Bischof Joseph Georg von Ehrler wurde Philipp Pfeiffer am 20. März 1905 zum Kapitularvikar gewählt und leitete die Diözese Speyer, in der Sedisvakanzperiode bis zum Amtsantritt des neuen Bischofs Konrad von Busch, am 16. Juli. 
Die letzten 3 Jahre seines Lebens war Philipp Pfeiffer „durch schwere körperliche Leiden heimgesucht zu denen sich noch die Beschwerden des Alters gesellten“ wie der Nachruf festhält. Er sei durch die Krankheit auch oft ans Bett gefesselt gewesen. Am Tag vor seinem Tod laß er noch die Messe und wohnte dem Gottesdienst für die verstorbenen Kleriker im Dom bei. Wenngleich krank, verstarb Pfeiffer doch unerwartet schnell, am 5. November 1908, früh gg. 3 Uhr; am 7. November wurde er beigesetzt.

## Besonderes
Mit Datum vom 31. Dezember 1889 spendet Domdekan Philipp Pfeiffer sein gesamtes angespartes Vermögen in Höhe von 14.968 Goldmark der Kirche, zur Errichtung der Pfarrei St. Joseph in Rheingönheim. Ohne diese Spende wäre die dringend nötige Einrichtung dieser Seelsorgestelle auf absehbare Zeit nicht möglich gewesen.
Am 20. August 1902 beging der Domkapitular sein 50-jähriges Weihejubiläum. Aus diesem Anlass verlieh ihm Prinzregent Luitpold den Bayerischen Ludwigsorden, der ihm am 30. August – dem Jahrestag seiner ersten Anstellung – in einer Feierstunde, durch den königlichen Regierungsdirektor von Andrian-Werburg im Sitzungssaal des bischöflichen Ordinariats überreicht wurde. 
In Anbetracht seiner vielfältigen Verdienste, insbesondere um die Dotation der Pfarrei Rheingönheim, wurde Philipp Pfeiffer 1906 mit der höchsten bayerischen Zivilauszeichnung, dem Verdienstorden der Bayerischen Krone dekoriert, womit automatisch der persönliche Adel verbunden war. Philipp Pfeiffer nannte sich von da an: „Philipp von Pfeiffer“ bzw. „Philipp Ritter von Pfeiffer“. 
Darüber hinaus war Pfeiffer königlicher Geistlicher Rat sowie Ritter III. Klasse des Verdienstordens vom Heiligen Michael und Inhaber des päpstlichen Ehrenkreuzes „Pro Ecclesia et Pontifice“. 
Das Oberhirtliche Verordnungsblatt Speyer, Nr. 22, vom 15. November 1908, widmete Philipp von Pfeiffer einen ehrenden Nachruf. In der Sakristei seiner ehemaligen Pfarrei Dirmstein hängt bis heute ein Foto von ihm.